# Abrin

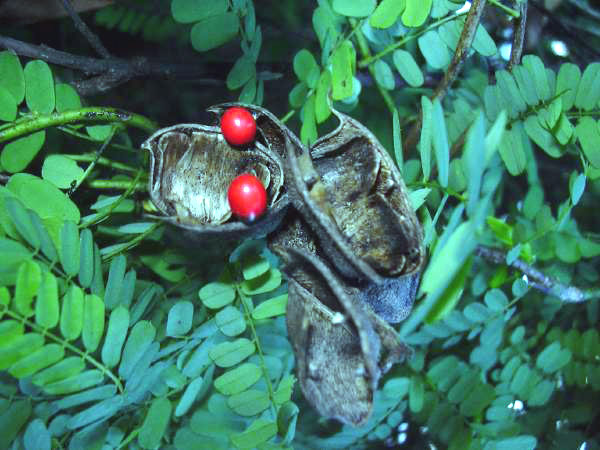
Cam thảo dây chứa độc chất abrin

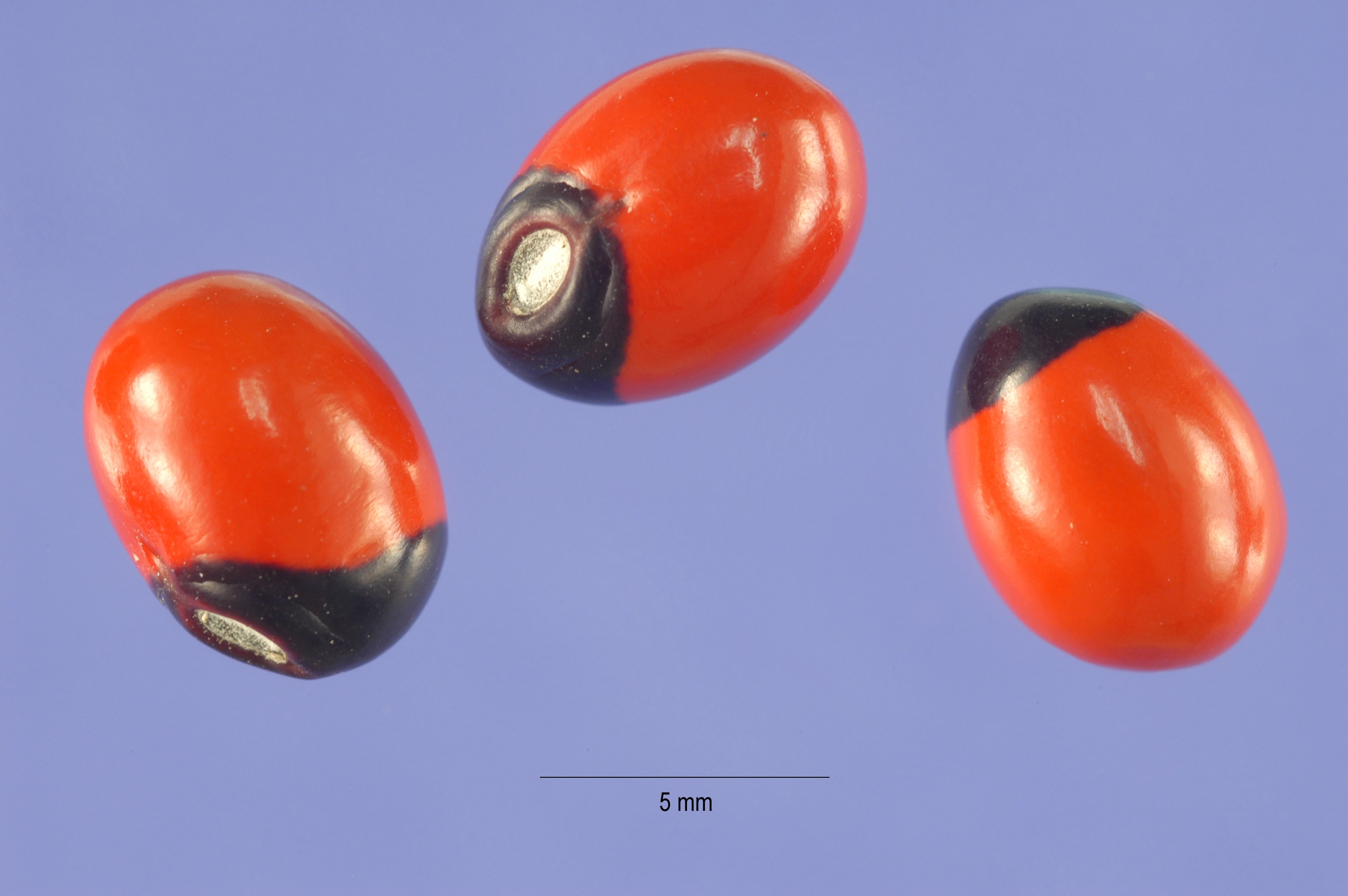
Hạt cam thảo dây.

Abrin là một albumin độc (toxalbumin) có độc tính cao được tìm thấy trong hạt của cam thảo dây. Liều gây chết trung bình là 0.7 microgram cho mỗi kilogram trọng lượng cơ thể khi tiêm tĩnh mạch ở chuột (độc hơn ricin khoảng 31.4 lần). Liều gây chết trung bình đối với con người dao động từ 10 đến 1000 microgram trên mỗi kilogram thể trọng khi ăn vào bụng và 3.3 microgram trên mỗi kilogram thể trọng khi hít vào phổi.
Abrin tương tự như ricin, cũng là một protein ức chế ribosome và nó cũng có thể được tìm thấy trong các hạt của cây thầu dầu.

## Sử dụng
Chưa rõ abrin có được sử dụng trong vũ khí hay không. Abrin được tổng hợp tự nhiên trong hạt của cây cam thảo dây, một loài thực vật phổ biến ở các vùng nhiệt đới mà đôi khi được sử dụng như một thảo dược cho vài trường hợp nhất định. Lớp vỏ ngoài của hạt có thể bảo vệ nó không bị tiêu hóa trong dạ dày của các động vật có vú, tuy nhiên đôi khi nó được đục thủng để xâu thành chuỗi trang sức, do đó có thể dẫn đến ngộ độc nếu nuốt phải, hoặc nếu vùng da đeo trang sức bị rách. Abrin đã được chứng minh có thể hoạt động như một chất hỗ trợ miễn dịch trong điều trị ung thư ở chuột.

## Độc tính
Abrin hoạt động bằng cách thâm nhập vào các tế bào của cơ thể và ức chế quá trình tổng hợp protein trong tế bào. Phân tử abrin gắn kết vào bề mặt tế bào bằng một chuỗi carbohydrate, sau đó xâm nhập vào bên trong tế bào và phản ứng với một phần phụ của ribosome và cản trở quá trình tổng hợp protein của tế bào bình thường. Nếu không có các protein này, các tế bào không thể tồn tại. Điều này gây hại cho cơ thể con người và làm tử vong. Mức độ nghiêm trọng của ngộ độc abrin khác nhau tùy thuộc vào đường tiếp xúc của độc chất vào cơ thể (hít, ăn, hoặc tiêm).